# L'uomo che ride (film 2012)
L'uomo che ride (L'homme qui rit) è un film franco-ceco del 2012 diretto da Jean-Pierre Améris.
Il film è basato sull'omonimo romanzo di Victor Hugo del 1869.

## Trama
Gwynplaine abbandonato dal padre in una notte di tempesta, trova la piccola Déa tra le braccia della madre morta congelata. Lui sfigurato lei cieca, vengono raccolti e aiutati da Ursus un artista girovago che li cresce e nel tempo grazie a loro organizza uno spettacolo che ottiene un buon successo.
Arrivati in città Gwynplaine, "l'uomo che ride" attira l'attenzione della duchessa Josiane ma scopre anche di essere figlio di un nobile che era stato venduto ai "compra-chicos" per ordine del re. 
Abbandona la vita da saltimbanco e va a vivere nel palazzo di famiglia ed ha anche un seggio al Parlamento ma questa nuova vita non lo appaga e decide quindi di abbandonare tutto per tornare da Ursus e Déa, gli unici che gli hanno dimostrato di amarlo con sincerità. 
Ma la ragazza credendo di averlo perso ha ingerito dell'arsenico e muore tra le sue braccia dopodiché Gwynplaine si getta nel mare.